# Cartoon Heroes: The Best of Aqua
Albums de Aqua
Aquarius
(2000) Remix Super Best
(2002)
Cartoon Heroes: The Best of Aqua est la première compilation de hits du groupe Aqua sortie tout d'abord au Japon le 22 mai 2002 puis aux États-Unis en 2006. Il fut édité après la séparation du groupe qui eut lieu durant l'été 2001.

## Information sur l'album
Cette compilation comprend de nombreux hits d'Aqua mais pas tous. En effet, trois hits manquent à l'appel : Didn't I, Good Morning Sunshine et We Belong To The Sea. En revanche, les titres "Happy Boys & Girls", "Calling You", "Back from Mars", "An Apple a Day", "Halloween" et "Freaky Friday" qui ne sont pas sortis en single, sont eux présents.

## Liste des titres
1. Cartoon Heroes - 3:39
2. Freaky Friday - 3:45
3. Barbie Girl - 3:15
4. Roses Are Red - 3:43
5. Bumble Bees - 3:53
6. Doctor Jones - 3:22
7. Around the World - 3:29
8. Lollipop (Candyman) - 3:35
9. Back from Mars - 4:03
10. Happy Boys & Girls - 3:34
11. My Oh My - 3:24
12. Halloween - 3:50
13. Calling You - 3:32
14. An Apple a Day - 3:38
15. Turn Back Time - 4:08
16. Cartoon Heroes [Hampenberg Remix] - 5:41
17. Cartoon Heroes (vidéoclip)
18. Around the World (vidéoclip)